# Александрија (Пенсилванија)
Александрија (енгл. Alexandria) град је у америчкој савезној држави Пенсилванија.

## Демографија
По попису из 2010. године број становника је 346, што је 55 (-13,7%) становника мање него 2000. године.
| Група             | 2000.       | 2010.       |
| Белци             | 387 (96,5%) | 337 (97,4%) |
| Афроамериканци    | 0 (0,0%)    | 1 (0,3%)    |
| Азијати           | 6 (1,5%)    | 1 (0,3%)    |
| Хиспаноамериканци | 8 (2,0%)    | 5 (1,4%)    |
| Укупно            | 401         | 346         |